# Maurice Sterne

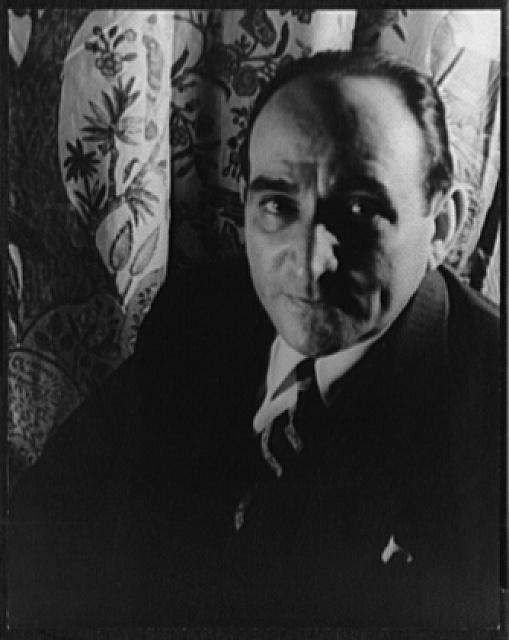
Maurice Sterne (1933)
Photo Carl Van Vechten

Maurice Sterne (* 18. August 1878 in Liepāja; † 23. Juli 1957 in Mount Kisco, New York) war ein US-amerikanischer Grafiker, Maler und Bildhauer der Klassischen Moderne.

## Leben
Geboren wurde Maurice Sterne als eines von neun Kindern von Gregor und Naomi Sterne in der damals deutschsprachigen Stadt Libau an der Ostsee.
Im Jahr 1884, nach dem Tod seines Vaters, zog die Familie nach Moskau. Hier besuchte Maurice eine jüdische Berufsschule mit dem Ausbildungsziel des Schlossers. Er verließ diese jedoch bald und wechselte zu einem Polytechnikum, vermutlich die heutige Staatliche Technische Universität Moskau. 1889 emigrierte er mit seiner Mutter und seiner jüngeren Schwester Lena in die USA, wo sich der ältere Bruder Max schon aufhielt.
In den ersten Jahren in seiner neuen Heimat New York arbeitete Sterne in Teilzeit in einer Fahnenfabrik, einem Zigarrengeschäft, einer Bronzefabrik, einer Spiegelfabrik und in einer Kneipe. Einer seiner Arbeitsplätze war in einer Kupferstecherei für Landkarten. Hier fiel sein Augenmerk auf das Kunsthandwerk. So besuchte er zunächst eine Klasse für technisches Zeichnen an der Cooper Union. Es folgte dann bis 1899 ein Studium an der National Academy of Design, während er weiterhin in den Abendstunden arbeitete. Er erhielt anatomischen Zeichenunterricht bei Thomas Eakins und machte Bekanntschaft mit Alfred Henry Maurer. 
Seine ersten Arbeiten stellte er 1902 im „Country Sketch Club“ 835 Broadway, New York aus. 1903 wurde er Assistent von James David Smillie (1833–1909) an der National Academy of Design.
1904 gewann Sterne ein Reisestipendium der Akademie und ging nach Europa. Bis 1907 lebte Sterne das Leben eines Bohémiens in Paris und verkehrte in den Künstlerkreisen um das Café du Dôme, wo er unter anderem Leo und Gertrude Stein sowie Pablo Picasso traf. Er hatte es abgelehnt, an einer der Akademien in Paris zu studieren. Auf dem Pariser Herbstsalon sah er zum ersten Mal Werke Paul Cézannes und anderer französischer Modernisten, wie die Impressionisten Edgar Degas und Pierre-Auguste Renoir. Auch war er gebannt vom klassischen Stil des Andrea Mantegna, Piero del Pollaiuolo und Piero della Francesca.
Er ging später nach Deutschland, dann nach Italien, um in Rom und in Anticoli Corrado zu malen, mit kürzeren Aufenthalten in Florenz und in Griechenland. Die Reise durch Griechenland im Jahr 1908 brachte Sterne zur Bildhauerei. Die Begegnung mit Marmorskulpturen der Antike hatten ihn zu Arbeiten in Stein inspiriert. In Rom traf er auf Künstler der Villa Strohl-Fern, darunter Karli Sohn-Rethel, welchen er vorher in Berlin kennengelernt hatte. 

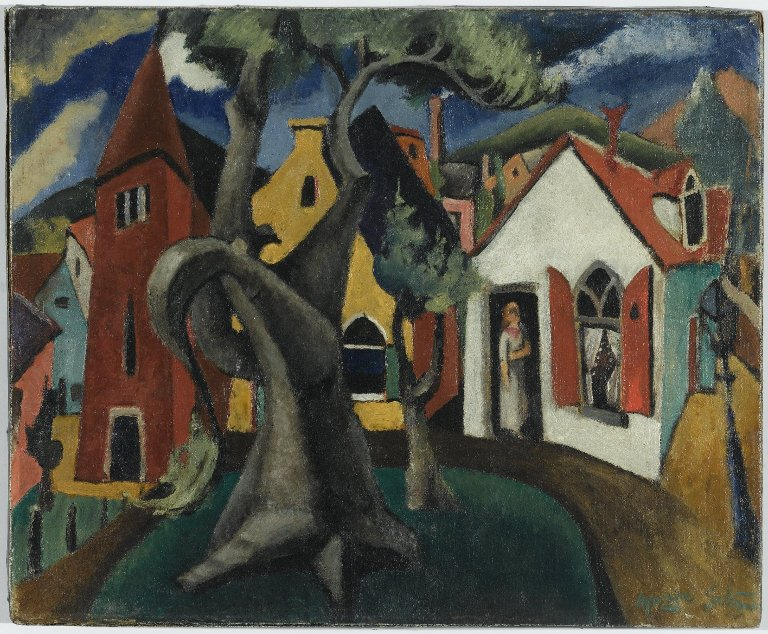
Village Szene (1910s)

Mit dem Galeristen Alfred Flechtheim kam Sterne möglicherweise über eine Gruppenschau bei Paul Cassirer in Berlin im Jahr 1911 in Kontakt. Grafische Werke des Künstlers Sterne erschienen in Flechtheims Verlag sowie in der Zeitschrift Der Querschnitt. In Deutschland genoss er die Schirmherrschaft von Alard Dubois-Reymond, der 1910 mehrere Gemälde in Auftrag gab. Von diesem Geld konnte er 1911 seine große Asienreise finanzieren. Begleitet von seinem Freund Karli Sohn-Rethel führte diese über Indien, mit einem längeren Aufenthalt in Benares, nach Mandalay in Burma, weiter nach Java, bis nach Bali, wo die beiden von 1913 bis 1914 lebten und malten. Diese Reiseeindrücke beeinflussten stark seine Bildthemen und seinen späteren Stil. Sternes Malerei verband das expressionistische Kolorit mit kubistischer Formgebung. 
Zurück aus Asien lebte und arbeitete Sterne in den folgenden Jahren vornehmlich in dem Künstlerdorf Anticoli Corrado, in der Nähe von Rom. Hier traf er auch wieder auf Leo Stein und den Sammler und Galeristen Martin Birnbaum, dies im Haus von Edward Bruce (1879–1943), welcher später sein Schüler werden sollte. Gelegentlich hielt er sich in den USA auf und dozierte an der Art Students League of New York. Als 1914 Jules Pascin in die USA emigrierte, wurde er mit Befürwortung von Maurice Sterne und Alfred Stieglitz amerikanischer Staatsbürger. Der Aufenthalt in Italien wurde durch eine kurze Ehe unterbrochen. 1915 lernte Sterne die Kunstmäzenin und Schriftstellerin Mabel Dodge kennen und wurde Ende 1916 ihr dritter Ehemann. Mabel richtete ihm ein Atelier in Provincetown, (Massachusetts) ein und forderte ihn auf, sich ihrem künstlerischen Freundeskreis anzuschließen.
1919 zog Sterne mit seiner Frau und der Anthropologin Elsie Clews Parsons nach Taos (New Mexico). Mabel und Elsie wollten dort eine Künstlerkolonie gründen. Mabel kaufte, auf Empfehlung von Antonio „Tony“ Luhan, einem Native American, ein 49.000 m2 Grundstück. Nach ihrem Zerwürfnis, bis zur Scheidung vier Jahre später (1923), unterstützte Mabel (Mabel Evans Dodge Sterne Luhan) Maurice Sterne noch mit monatlichen Zuwendungen. 
1920 kehrte Sterne nach Europa zurück und frischte eine Beziehung mit der jungen Vera Segal auf, die er als Studentin der Duncan School of Dance von New York her kannte. In Anticoli Corrado hatte Maurice Sterne ein Studio, das er sich mit dem amerikanischen Maler Edward Bruce teilte, hatte dort Freunde wie den US-amerikanischen Kunsthändler und Verleger Israel Ber Neumann und seine Schüler.
Seit den 1920er Jahren wurden Sternes Darstellungen naturnäher. Noch immer wirkten die Eindrücke der griechisch-antiken Marmorkunst nach. Im Rahmen öffentlicher Aufträge entstanden Denkmäler und Wandmalereien. Der späte Stil nahm einen impressionistischen Charakter an. Eine Ausstellung bei „Scott & Fowles“ in New York im Jahr 1926 brachte den künstlerischen Durchbruch. 
1923 heiratete Sterne in Wien Vera Diana Segal (1899–1963). Zwischen 1923 und 1932 pendelten die Sternes zwischen Europa und den USA. 1925 wurde er der erste amerikanische Künstler, der mit einer Einzelausstellung die Vereinigten Staaten auf der Internationalen Ausstellung in Rom vertrat. Im Jahr 1926 wurde er ausgewählt, eine Skulptur für das Rogers-Kennedy Memorial in Worcester (Massachusetts) zu fertigen. Diese Aufgabe, die er im Jahre 1929 mit Hilfe des Künstlers Arturo Martini in ihrer Ausführung abschloss, bezeichnete Henry Francis Taylor, der Direktor des Metropolitan Museums, mit „das schönste Stück der Außenskulptur in Amerika“. Zu dieser Zeit wohnte Sterne in Rom wieder in der Villa Strohl-Fern, währenddessen seine Frau Vera 1929 einen Auftritt im Teatro Quirinale in Rom hatte. 1928 wurde Sterne beauftragt ein Selbstporträt für die Uffizien in Florenz zu malen, und im selben Jahr wurde er mit der Logan Medal of the Arts für seine ausgestellten Arbeiten am Art Institute of Chicago ausgezeichnet. 
1929 wurde Sterne zum Präsidenten der „American Society of Painters, Sculptors and Gravers“ gewählt. Gemeinsam mit George Grosz betrieb Sterne in New York von 1932 bis 1935 das Sterne-Grosz-Studio. Eine Kunstprofessur zog Sterne Mitte der 1930er Jahre für sechs Jahre nach San Francisco. Von 1934 bis 1936 unterrichtete er an der California School of Fine Arts. 1939 ging er nach Hawaii, um sein erstes und einziges kommerzielles Kunstprojekt auszuführen, eine Reihe von Gemälden für die Hawaiian Pineapple Company.

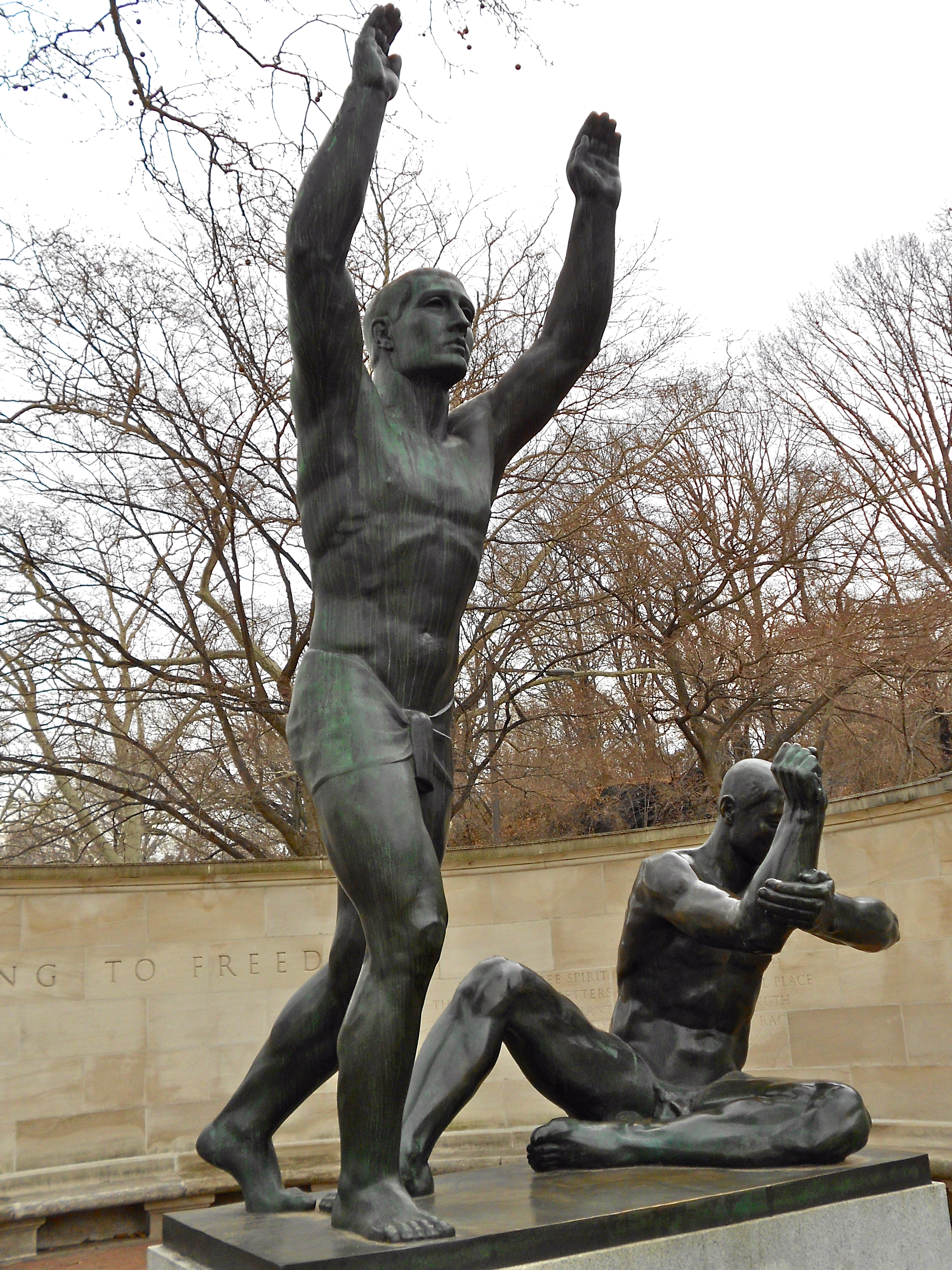
Welcoming to Freedom (1938)

Als erster Amerikaner erhielt Maurice Sterne 1933 eine Retrospektive im Museum of Modern Art. In deren Rahmen traten sowohl Alfred Flechtheim als auch Alex Vömel als Leihgeber auf. Von der National Academy wurde er 1944 zum Vollmitglied (NA) gewählt. Seit 1938 war er gewähltes Mitglied der American Academy of Arts and Letters.
In den frühen 1940er Jahren erkrankte Sterne an Krebs, zog 1945 an die Ostküste nach Mount Kisco, Westchester County, New York. Bis zum Ende des Jahrzehnts konnte er kaum noch malen, gab es auf, und fing an seine Memoiren zu schreiben. Von 1945 bis 1950 war er Mitglied der National Commission of Fine Arts. Der Künstler starb am 23. Juli 1957 in Mount Kisko, New York, nach einem langen erneuten Kampf gegen den Krebs.
Die „Phillips Collection“ besitzt acht Arbeiten des Künstlers, zwei von seinen frühen Reise in den Fernen Osten, fünf italienische Gemälde der 1920er Jahre und ein spätes Werk aus Neuengland.
In Anticoli Corrado ist eine Straße ihm zu Ehren benannt; die Via Maurice Sterne.

## Einzelausstellungen (Auswahl)
- 1912, 1915 und 1917: Berlin Photographic Co., New York City, 305 Madison Avenue[13][14]
- 1917 und 1922: Bourgeoise Galleries, New York, N.Y.[15]
- 1925: Scott & Fowles Gallery, New York, N.Y.
- 1930: Reinhardt Galleries, New York, N.Y.
- 1930: Corcoran Gallery of Art, Washington
- 1933: Art Institute of Chicago
- 1933: Museum of Modern Art, New York
- 1939: Honolulu Museum of Art, Hawaii